# Бучеллато

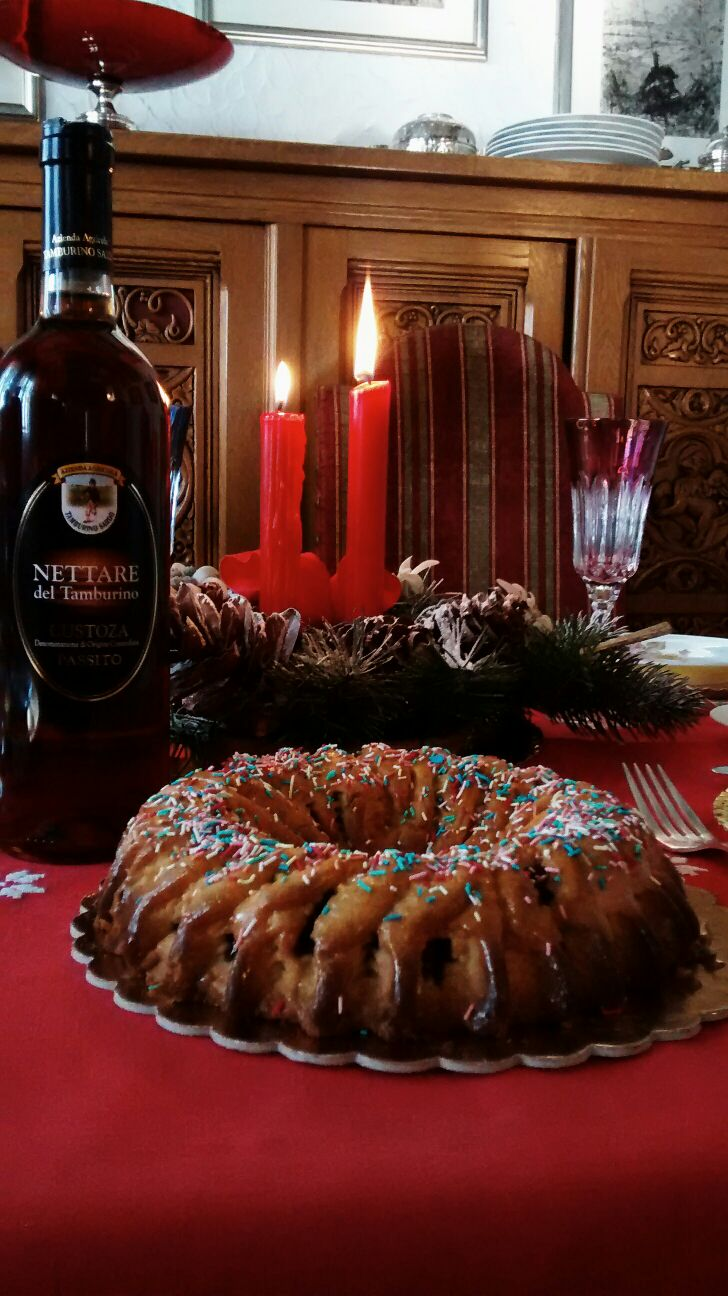
Бучеллато з цукатами

Буччеллато (від пізнього латинського buccellatum — «гризений»), варіант cosi duci — традиційна сицилійський торт, який їдять під час Різдва.
Торт є типовим для виробництва провінції Палермо, він був включений до списку традиційних італійських агропродовольчих продуктів (PAT), який зберігається в Міністерстві сільськогосподарської, продовольчої та лісової політики (MIPAAF).
Він відрізняється від чосі дучі формою та використанням різних інгредієнтів.

## Історія
На Сицилії кожен фестиваль, який поважає себе, має свою солодку або традиційну їжу, яка, зберігаючи певні характеристики у своїй загальності, повторно пропонується в різних формах і смаках залежно від місцевості. Десерт майже завжди символізує вечірку і ідеально з нею поєднується. Це відбувається, наприклад, для дня св. Йосифа, коли торжествують сфінки; для дня Святої Люції, з куччою та аранчіні; для свята померлих, з нескінченним розмаїттям марторани, мостаччолі, петрафенули, ossa di morto; на Великдень, з касатою, каннолі, піцци та марципановою овечкою тощо. Звичайно, Різдво також має свій типовий десерт. До появи панетоне та пандоро, імпортованих із скандинавських країн, у провінції Палермо основним, якщо не єдиним, різдвяним тортом був букччеллато, тісто з борошна, приготоване в духовці, у формі пончика з начинкою. всередині та прикрашена зовні. В інших варіантах, наприклад у чоллесано, букчеллато приймає форму справжнього печива, яке також наповнене, але покрите прикрашеною глазур'ю.
Термін «Букччеллато» походить від латинського «Panis Buccella», що означає хліб, який, спеціально вирізаний перед приготуванням у печі, щоб його можна було розламати руками, приносять до «букки». Згодом хліб набув круглої або коронної форми, з отвором у центрі у формі ціамбели від топоніма Buccellatus або Buccellarius. Отже, це хліб з отвором.
Бучеллато, виготовлений з води, манної крупи або квіткового борошна, різної якості залежно від того, для кого він призначений, широко використовувався моряками, Panis Nauticus, і легіонерами, Panis Castrensis, тому, що його можна було зберігати протягом тривалого часу, так і оскільки легко транспортується. Форми фактично були розміщені як кільця на палиці.
Під час римських урочистостей Бучеллато був прикрашений шипами, вирізавши пасту на поверхні, яка таким чином набула вигляду корони, Panis Coronarius. З часом назву «бучеллато» використовуватимуть для висміювання імператорів Антоніна, Букцеляріїв, або хлібоїдів чи скоморохів, щоб вказати на їхню невірність і продажність. У будь-якому випадку це завжди був Panis siccus, який не завжди цінували всі. Зі зміною стилю харчування, яке ставалов дедалі витонченішим, римляни почали асоціювати споживання бучеллато зі свіжими чи сушеними фруктами, такими як інжир, або з медом чи сіллю. Решту зробить час і людська фантазія.
У Коллезано, як і очікувалося, різдвяна кондитерська традиція передбачає присутність бучеллато або, на діалекті, Cucciḍḍatu, термін, що походить від грецького κωλλύρα або collùra або cuddura (борошняне тісто). Цей десерт приємно смакує завдяки гармонії та збалансованості інгредієнтів. Секрет криється в начинці з інжиру, родзинок, мигдалю, волоських горіхів, гарбуза, меду, чорного шоколаду та цукатів. Суміш, добре вставлена в тісто з води, борошна, сала, яєць, цукру та молока, яке буде готуватися в духовці, добре змішується з його оболонкою, яку потім покривають цукровою глазур'ю, прикрашеною шоколадом і пластівцями фісташок. Ці інгредієнти, які надають солодощі чоллесанесе типовості, свідчать про те, що вони були поступово перероблені під час арабського панування, коли на території, у Гарбіногарі на березі північної Імери, почали культивувати цукрову тростину, а зі Сходу прибула фісташки. Тільки після відкриття Америки до рецепта додали шоколад, який використовувався як для прикраси поверхні, так і для наповнення вмісту.

## Особливості[6]
Це тісто з пісочного тіста, розкатане в не тонкий лист і начинене начинкою з сушеного інжиру, родзинок, мигдалю, апельсинової шкірки або інших інгредієнтів, які відрізняються залежно від регіону, в якому воно готується, потім закрите та сформоване в формі ціамбели.
Більш традиційна начинка з інжиру, навпаки, складається із суміші сушеного інжиру, цукатів і шматочків шоколаду.
Домашнє букчеллато зазвичай покривають глазур'ю; тісто замість цього покривають цукровою пудрою або цукатами. Запечена в духовці букчеллато довго зберігається.

## Допитливість
Існує також бучеллато ді лучча, але зроблений з інших інгредієнтів.